# Chapelle Notre-Dame de Beauvoir de Beaumont-de-Pertuis
La chapelle Notre-Dame de Beauvoir est une chapelle d'architecture romane située sur la commune française de Beaumont-de-Pertuis.

## Histoire
Cette chapelle romane du XIIe siècle a été modifiée au XIIIe siècle et XIVe siècle, notamment par l'agrandissement de la nef. D'autres travaux ont été réalisés au XVIe siècle et au XVIIIe siècle.
La chapelle est classée au titre des monuments historiques par arrêté du 16 décembre 2011.

## Description
La chapelle est décorée de scènes picturales datant du XIIe siècle : l'entrée de Jérusalem, une Cène, ainsi qu'un archange.